# На крају пута (филм из 1957)
„На крају пута” је југословенски филм из 1957. године.

## Улоге
| Глумац              | Улога          |
| ------------------- | -------------- |
| Карло Булић         | Јосип Лукић    |
| Урош Гловацки       | Ђуро           |
| Јозо Лауренчић      | Рикард Дорић   |
| Морис Леви          | Партизан       |
| Бранко Плеша        | Фрања Пуцељски |
| Миодраг Радовановић | Иван Брлек     |
| Зоран Ристановић    | Жарко Зупан    |
| Јожа Рутић          | Алојз Хорват   |
| Олга Спиридоновић   | Неда Горски    |
| Душан Стефановић    | Јоза           |